# Madison Mars
Madison Mars, pseudonimo di Madis Sillamo (Pärnu, 1º agosto 1982), è un disc jockey e produttore discografico estone.

## Carriera
Nel 2015 Madis Sillamo prende il nome d’arte Madison Mars, con il quale pubblica i primi singoli, Theme O e Milky Way, tramite Hexagon, l’etichetta discografica di Don Diablo. 
Su questa etichetta, nel 2016, pubblica anche un EP, Ready Or Not, contenente 3 brani.
Nel 2017 approda alla Spinnin' Records, pubblicando vari brani come Magneto ed Atom e, nel 2018, sulla Musical Freedom (l’etichetta discografica di Tiësto) con il singolo Back The Funk.
Collabora col duo Lucas & Steve per i brani Stardust e Lunar, entrambi pubblicati su Spinnin' Records.

## Discografia

### EP
- 2016 – Ready or Not

### Singoli
- 2015 – Theme O
- 2016 – Milky Way
- 2016 – Ready or Not
- 2016 – Future Is Now
- 2016 – House Party
- 2017 – We Are the Night
- 2017 – Feel the Music
- 2017 – It Was Me (con Jaden)
- 2017 – Atom
- 2017 – Stardust (con Lucas & Steve)
- 2017 – Raw
- 2017 – Shuffle Shuffle
- 2017 – Magneto
- 2018 – All They Wanna Be (con Caslin)
- 2018 – Rock Right Now (con Firebeatz)
- 2018 – Back the Funk
- 2018 – Like Fire (con Nevve)
- 2018 – My Feelings
- 2019 – Home
- 2019 – Lunar (con Lucas & Steve)
- 2019 – Ride
- 2019 – Mirai
- 2019 – Night Call (con Letters from Pluto)
- 2019 – Back to You
- 2019 – Aevion
- 2019 – I Will Let You Down (feat. Klara)
- 2020 – New Vibe Who Dis (feat. Little League)
- 2020 – Let You Know
- 2020 – Best One Yet (feat. Little League)
- 2020 – Got All Night (feat. Amanda Collis)
- 2021 – Out of Touch (con 71 Digits)
- 2021 – Feelz
- 2021 – Dark Side (feat. Feldz)
- 2021 – Losing Control

### Remix
- 2016: Sam Feldt – Been a While
- 2017: Sweater Beats – Glory Days
- 2018: Olivia Holt – Generous
- 2019: Hellberg (feat. Leona Lewis) – Headlights
- 2019: Nulbarich – Voice
- 2019: Victor Crone – Storm
- 2019: Robin Schulz – Rather Be Alone
- 2019: Armin Van Buuren – Million Voices
- 2020: Justin Caruso – No Eyes on Me